# Mariken van Nieumeghen

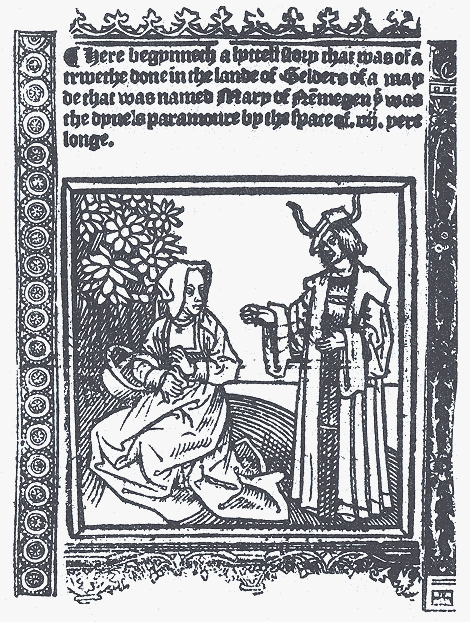
Titelseite der von Jan van Doesborch gedruckten englischen Ausgabe von 1518, The Story of Mary of Nemmegen.

Mariken van Nieumegen (auch als Mariken van Nimwegen oder Marieken van … bekannt) ist ein niederländisches Mysterienspiel aus dem frühen 16. Jahrhundert. Der Autor ist nicht bekannt. Eine erste Druckausgabe durch Willem Vorsterman in Antwerpen ist aus dem Jahr 1515 belegt. Der Originaltitel dort lautet Die waerachtige ende seer wonderlycke historie van Mariken van Nieumeghen die meer dan seven jaren met den Duvel woonde ende verkeerde (etwa: „Die wahrhaftige und wunderliche Geschichte des Marichens aus Nimwegen, die über sieben Jahre beim Teufel lebte und mit ihm Umgang pflegte“), es ist ein Exemplar in der Bayerischen Staatsbibliothek überliefert.
Das Mysterienspiel wird der Tradition der Rederijkers, wohl aus der Rednergilde von Antwerpen, zugerechnet. Eine Autorschaft durch Anna Bijns wurde erwogen, hat sich in der Forschung aber nicht durchgesetzt.

## Handlung
Mariken lebt in der Nähe von Nimwegen bei ihrem Onkel, dem Priester Gijsbrecht. Als sie eines Tages nach Nimwegen zum Merkt reist, soll sie bei ihrer Tante übernachten. Diese ist sehr aufgebracht, da sie sich mit Nachbarinnen über die Verhaftung des Herzogs von Geldern, Arnold von Egmond durch seinen Sohn, Adolf von Egmond gestritten hat. Außer sich greift sie Mariken an und beschuldigt sie einer Affaire mit dem Onkel.
Mariken kehrt wahnsinnig vor Kränkung wieder um und betet um Hilfe, spricht dabei aber aus, dass es ihr gleichgültig sei, ob ihr Gott oder der Teufel helfe. Der Teufel erscheint ihr in Gestalt von Moenen. Er bietet ihr die Kenntnis aller Sprachen und der freien Künste an, mit Ausnahme der Nekromantie. Ihren Namen muss sie jedoch wegen seiner heiligen Bedeutung ablegen, sie ändert ihn in „Emken“ (also: „kleines M“) und das Kreuzzeichen ist ihr untersagt. Gemeinsam reisen sie über ’s-Hertogenbosch nach Antwerpen, wo sie ein sündiges Leben führen.

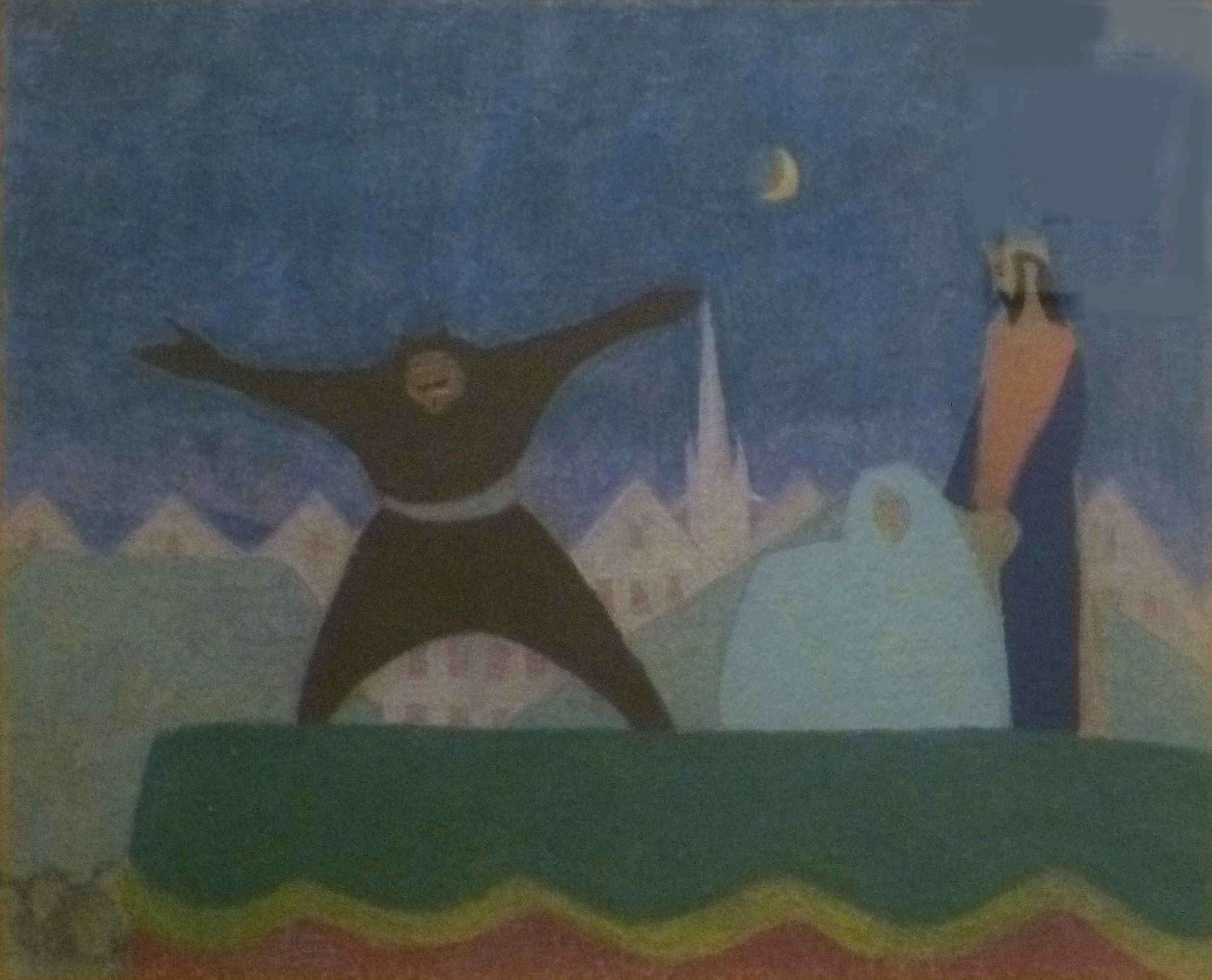
Masscheroen Illustration durch Léon Spilliaert (1918)

Nach sieben Jahren kehrt Mariken nach Nimwegen zurück und sieht auf dem Markt ein Mysterienspiel auf beweglicher Bühne (wagenspel), das Masscheroen-Spiel. In der Spielhandlung vergibt Gott einem reuigen Sünder durch die Fürbitte Mariens. Da überkommt Mariken die Reue und sie ruft Gott um Barmherzigkeit an, was Moenen sehr verärgert. Er hebt Mariken hoch in die Luft und schleudert sie zu Boden. Doch sie überlebt den Sturz, da der unter den Zuschauern anwesende Gijsbrecht für sie betet und Moenen durch Bibelzitate vertreiben kann.
Mariken will nun um Vergebung für ihre Sünden erlangen und sucht mit ihrem Onkel den höchsten Geistlichen von Nimwegen auf. Dieser sieht sich nicht in der Lage, ihr die Absolution zu erteilen, weshalb sie zum Erzbischof nach Köln reisen, und schließlich sogar den Papst aufsuchen muss. Während ihrer Reise verübt Moenen mehrere vergebliche Mordanschläge auf Gijsbrecht und Mariken.
Der Papst erlegt Mariken die Strafe auf, drei eiserne Ringe um Hals und Arme zu tragen, die erst herabfallen sollen, wenn ihre Sünden vergeben sind. Mariken tritt zur Buße in ein Kloster ein, das Wittevrouwenklooster in Maastricht. Nach über 23 Jahren der Buße erscheint ihr schließlich der Erzengel Gabriel und entfernt die Ringe. Mariken lebt nun in Frieden, bis sie im Jahr 1500 verstirbt. Die Ringe werden auf ihr Grab gelegt.

## Form
Wie in der aus dem 14. Jahrhundert stammenden Beatrijs geht es auch hier um die Verführung einer jungen Frau, es ist in seiner Sprache und den beschriebenen Umständen jedoch deutlich weniger höfisch, sondern an den Gemeinen orientiert.
Der Inhalt umfasst einen Prolog und je nach Druckfassung 12–15 in Paarreimenen gehaltenen Szenen, die durch Prosaüberleitungen verbunden sind.
Der Herausgeber Dirk Coigneau vertritt die Ansicht, dass es sich nicht um ein zur Aufführung gedachtes Stück gehandelt habe, da es im Aufbau mit Einleitungen etc. stark am Prosaroman orientiert sei uns also als Lesedrama gedacht war.

## Historische Einordnung
Durch die Erwähnung konkreter historischer Ereignisse zeichnet sich das Stück vor anderen seines Genres aus. So lässt sich die Verhaftung des Geldrischen Herzogs auf das Jahr 1465 datieren. Auch das Wittevrouwenklooster ist ein historisches Gebäude, dass bis ins 19. Jahrhundert als Kloster genutzt wurde und das jetzt ein Theater beherbergt.
Da die Spielhandlung dreißig Jahr umfasst (sieben Jahre mit dem Teufel, 23 Jahre der Buße) und die älteste überlieferte Druckfassung 1515 erschien, wird davon ausgegangenen, das der Text frühestens 1480 in dieser Form vorlag und nicht überlieferte Manuskriptvorlagen frühestens ab 1465 bestanden haben könnten.

## Herkunft
Die eigentliche Herkunft der Fabel ist jedoch weitgehend unbekannt. 2008 entdeckte der Kirchenhistoriker Herman Teule, von der Radboud University Nijmegen eine syrische Prosafassung aus dem Jahre 1821, die auf eine italienische Adaption zurückging und durch Missionare verbreitet worden war.
Dirk Coigneau hat jedoch die These aufgestellt, dass die Geschichte ursprünglich aus Syrien stammte, und verwies dabei auf Parallelen in einer Vita des Abraham von Kaschkar, die aus dem 6. Jahrhundert stammt.

## Ausgaben und Bearbeitungen
Das Werk erschien in zahlreichen Ausgaben. Schon 1518, drei Jahre nach der Erstausgabe durch Willem Vorsterman, erschien bei Jan van Doesborch in Utrecht eine englische Prosaübersetzung.
Eine lateinische Übersetzung wurde von Hadrianus Lyraeus 1648 in sein Trisagion Marianum aufgenommen und fand von dort seinen Weg in das italienische Sabati del Giesù di Roma von P. Joannes Rho. Die dortige Version wurde in den Marianischer Gnaden- und Wunderschatz (Augsburg 1737) übernommen und in Glorie di Maria (italienisch von Alphonsus Maria de Liguori, 1750). Luise von Ploennies machte mariken in Maryken von Nimegen. Poetisches Epos 1858 in deutscher Sprache zu einem weiblichen Gegenstück des Faust. 1923 erschien die Opernbearbeitung Mareike von Nymwegen durch Eugen d’Albert, Libretto von Herbert Alberti. Direkte Übersetzungen erfolgten ins Deutsche 1918 und 1950, ins Englische 1924, ins Französische 1929, und auf Norwegisch. Eine Hörspieladaption auf Afrikaans besteht ebenfalls.
Martien Beversluis veröffentlichte eine „lyrische Bearbeitung“ 1928; 1935 wurde das Stück mit Marionetten durch den Dietsch Studenten Verbond in Amsterdam aufgeführt. W.A.P. Smit erstellte eine Bearbeitung in dem epischen Gedicht Masscheroen 1941, während Hugo Claus unter dem Titel Masscheroen. Een spel 1968 eine Überarbeitung des Spiels im Spiel herausbrachte.
Die Geschichte von Mariken wurde mehrfach verfilmt, aus dem Jahr 1968 stammt ein TV-Film von Johan De Meester (1968); ein Spielfilm von Jos Stelling erschien 1976 und André van Duren verfilmte 2000 die Jugendbuch-Adaption Mariken von Peter van Gestel.
Die 2015 uraufgeführte Oper Mariken in de tuin der lusten der griechischen Komponistin Calliope Tsoupaki basiert auf dem Mysterienspiel.

## Trivia

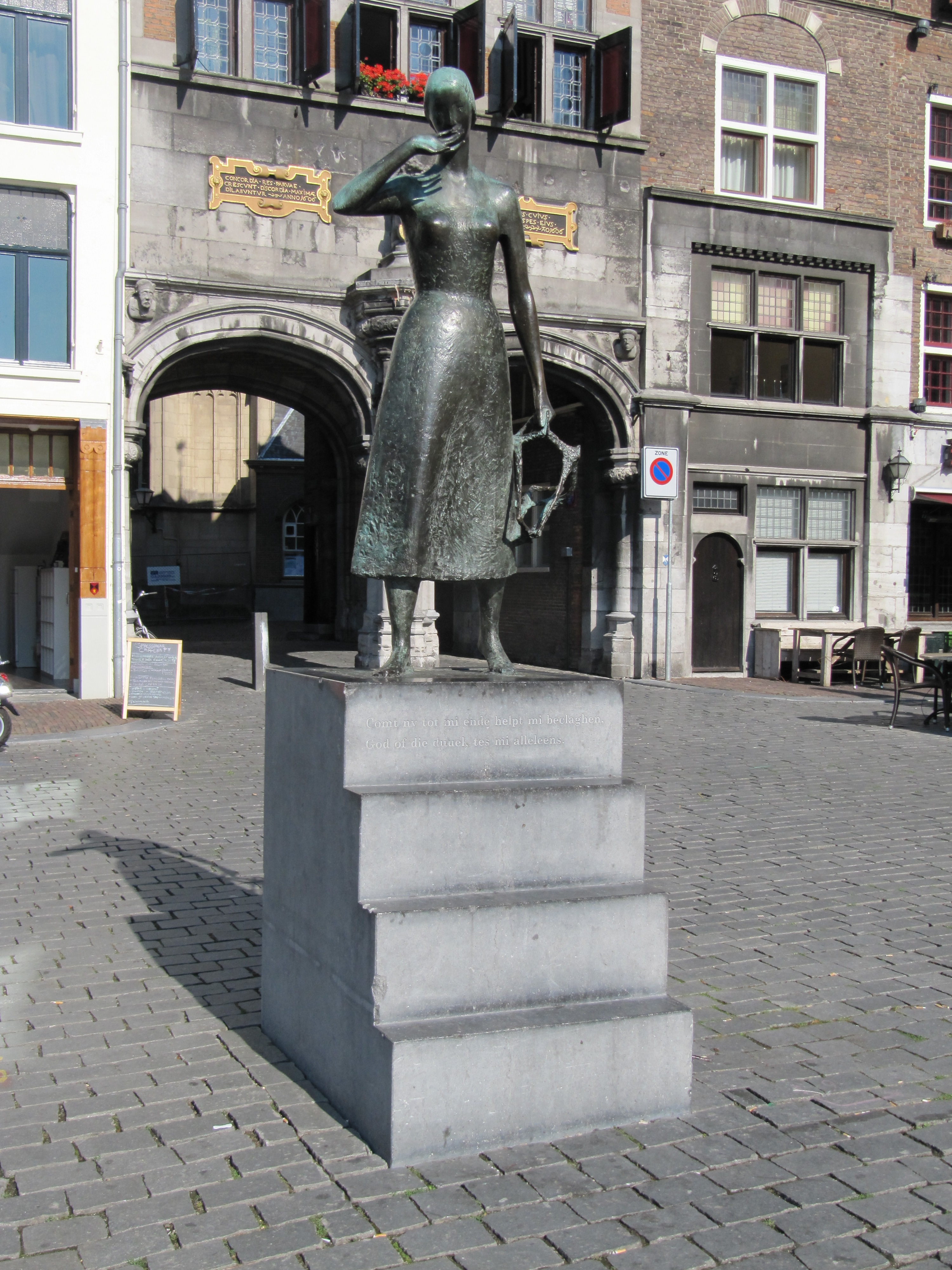
Mariken-Skulptur von Vera van Hasselt (1924–2014) auf dem Großen Markt (Nijmegen)

Die Stadt Nijmegen hat Mariken mit zwei Skulpturen geehrt: Eine Statue von Vera van Hasselt, die Mariken darstellt, steht auf dem Großen Markt. Die Skulptur Moenen von Piet Killaers steht am Fuße der Stevenskerk. Auch ist der Damen-Stadtmarathon von Nimwegen, der Marienloop nach ihr benannt, ebenso eine Straße und mehrere öffentliche Einrichtungen.